# Facetotecta
I Facetotecta sono un'infraclasse di crostacei marini conosciuti solo per i loro stadi larvali (chiamati "larve y"): cinque stadi nauplio (y-nauplio) e uno stadio cypris (y-cypris). Le larve provengono da acque polari e tropicali, specialmente dall'Atlantico settentrionale, dalle acque necritiche intorno al Giappone e dal mar Mediterraneo, ove vivono anche in acque salmastre. Sebbene poco conosciute, si presume che abbiano una distribuzione mondiale e che siano di grande importanza per l'ecosistema marino.

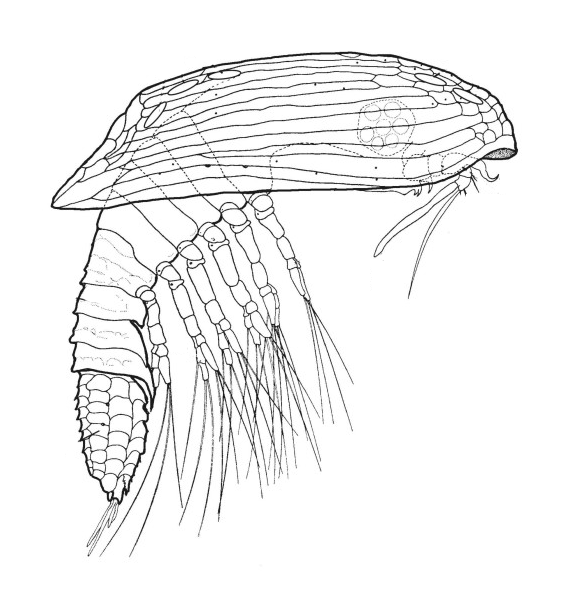
Y-cypris

## Storia
Lo zoologo tedesco Christian Andreas Victor Hensen raccolse per la prima volta dei Facetotecta nel Mare del Nord nell'anno 1887, ma li assegnò alla famiglia di copepodi Corycaeidae. Fu solo in seguito che Hans Jacob Hansen li chiamò "y-naupli", ritenendoli le larve di cirripedi non ancora identificati. Più recentemente, è stato suggerito che, poiché esiste un potenziale vuoto nel ciclo di vita dei tantulocaridi, le larve y potrebbero essere le larve della sottoclasse Tantulocarida G. A. Boxshall & R. J. Lincoln, 1983.

## Descrizione
Le larve y-nauplio hanno una lunghezza compresa tra 250 e 620 µm. Più della metà del loro corpo è occupata da un grande carapace, che ha esternamente un motivo a pieghe e creste. La prima coppia di antenne è divisa in due parti e porta lunghe setole all'estremità. La seconda coppia di antenne e le mandibole sono quasi identiche e divise in due rami. I Facetotecta hanno tre spine all'estremità del corpo. L'occhio è costituito da tre ocelli. L'intestino è privo di ano. Tutte e cinque le fasi del nauplio vengono completate entro una settimana.
Le larve y-cypris hanno una lunghezza compresa tra 350 e 590 µm. Il carapace è lungo e copre la testa e parte del torace, composto da sei segmenti. L'addome è costituito da tre segmenti, il telson termina con ramificazioni corte. Le uniche estremità che appaiono sulla testa sono la prima coppia di antenne, separate in quattro parti. Sei paia di zampe anteriori a due rami (toracopodi) con setole lunghe sono utilizzate per la locomozione del nuoto, dove l'addome è usato come arto. È capace di secernere una sostanza adesiva. Oltre agli occhi naupliari, sono presenti anche occhi composti, normalmente da nove ommatidi. Le y-cypris vivono per qualche settimana.
Lo stadio adulto non è stato ancora incontrato in natura. Si sospetta uno stile di vita parassitario. Un gruppo di studiosi è riuscito a indurre nelle larve-y l'ormone 20-HE, che innesca la muta nei crostacei, con lo scopo di provocare una metamorfosi delle larve y-cypris. Il nuovo stadio giovanile, noto come ypsigon, assomiglia a una lumaca che si muove per peristalsi, non ha arti e non mostra nessuna delle altre caratteristiche tipiche degli artropodi.

## Tassonomia
Analisi genetiche condotte nel 2002 usando DNA ribosomico 18S hanno rivelato che le Facetotecta sono un gruppo parallelo ai rimanenti Thecostraca (Ascothoracida e Cirripedia).
Sono note undici specie, mentre un'altra specie, la H. hanseni (Steuer, 1905), assegnata al genere Hansenocaris, mostra una certa affinità con le Facetotecta
- Hansenocaris acutifrons Itô, 1985
- Hansenocaris corvinae Belmonte, 2005
- Hansenocaris furcifera Itô, 1989
- Hansenocaris itoi Kolbasov & Høeg, 2003
- Hansenocaris leucadea Belmonte, 2005
- Hansenocaris mediterranea Belmonte, 2005
- Hansenocaris pacifica Itô, 1985
- Hansenocaris papillata Kolbasov & Grygier, 2007
- Hansenocaris rostrata Itô, 1985
- Hansenocaris salentina Belmonte, 2005
- Hansenocaris tentaculata Itô, 1986